# Travis Browne
Travis Kuualiialoha Browne (Oahu, 17 luglio 1982) è un ex artista marziale misto statunitense.
Ha combattuto nella categoria dei pesi massimi per l'organizzazione UFC; in passato è stato campione in alcune promozioni locali quali VFC e Gladiator Challenge e ha militato anche nella Bellator.
È stato premiato Breakthrough Fighter of the Year ai Fighters Only World MMA Awards nel 2013.

## Biografia
Hawaiano di Oahu, Browne ha trascorso la maggior parte della sua adolescenza a San Diego, in California, giocando a basket alle superiori e per due anni al college. Nel gennaio 2015 si è sposato con Jenna Renee Webb e ha due figli, Kaleo e Keawe.
Nel luglio 2015 la Webb ha pubblicato delle foto su Internet in cui appariva tumefatta in tutto il corpo accusando Browne di violenza domestica: in conseguenza di ciò la UFC lo ha rimosso dalla International Fight Week prevista in quel periodo. Il 28 agosto seguente la UFC ha reintegrato a tutti gli effetti Browne dato che l'investigazione condotta dalla federazione stessa in modo indipendente da quella delle autorità non ha riscontrato alcuna prova a suo carico. Il 21 febbraio 2016 Browne e la Webb hanno divorziato.
Sin dal 2015 Browne ha una relazione con l'ex campionessa dei pesi gallo UFC Ronda Rousey; nel 2017 i due si sono sposati e nel 2021 nasce la loro prima figlia, La'akea Makalapuaokalanipō Browne.

## Carriera nelle arti marziali miste

### Inizi
Travis Browne inizia la sua carriera da lottatore di arti marziali miste nel 2009 combattendo in diverse organizzazioni minori tra Stati Uniti e Messico, conquistando in un solo anno ben sette vittorie consecutive su sette incontri, compreso un incontro nella più prestigiosa promozione Bellator.
Nel 2010 vince il titolo dei pesi massimi VFC stendendo in soli 8 secondi il più esperto Abe Wagner.
Lo stesso anno con l'ennesimo veloce KO della sua carriera mette al tappeto Aaron Brink e conquista anche la cintura di campione nella promozione californiana Gladiator Challenge, e portando quindi il proprio record personale a 9-0.

### Ultimate Fighting Championship
Debutta in UFC nel giugno 2010 contro il kickboxer britannico James McSweeney, vincendo l'incontro per KO tecnico verso la fine del primo round.
Nell'incontro successivo, disputatosi a Londra, Browne viene opposto a Cheick Kongo, lottatore considerato un test per chi volesse appropinquarsi al top 10 dei pesi massimi UFC: in tale incontro Browne non fa bene, vincendo ai punti il primo round e perdendo gli ultimi due, ma nel terzo round i giudici penalizzano il lottatore francese Kongo di un punto per aver afferrato i pantaloncini dell'avversario e decidono quindi per un pareggio.
Dal 2011 inizia la scalata di Browne verso il top 10 di categoria: prima stende in modo spettacolare il pericoloso Stefan Struve ottenendo il premio Knockout of the Night, poi vince ai punti contro Rob Broughton ed infine sottomette Chad Griggs, venendo premiato con il riconoscimento Submission of the Night.
Nel 2012 arriva ad affrontare un contendente di livello come lo è l'ex campione EliteXC, Cage Rage e Cage Warriors Antônio Silva, al tempo considerato da molti uno dei dieci pesi massimi più forti del mondo; l'incontro si svolge prevalentemente in piedi, punto di forza dello stile di combattimento di Browne, ma l'hawaiano, dopo aver accusato un infortunio al ginocchio sinistro, si fa trovare impreparato in uno scambio e viene messo KO dal gigante brasiliano, perdendo la sua imbattibilità ed uscendo dal top 10 dei vari ranking.
Torna alla vittoria nel 2013 contro l'ex contendente al titolo Gabriel Gonzaga con un veloce KO per mezzo di ripetute gomitate, venendo premiato con il riconoscimento Knockout of the Night.
Lo stesso anno compie un clamoroso upset stendendo il numero 5 dei ranking Alistair Overeem, un ex campione K-1, Strikeforce e Dream, ottenendo per la seconda volta consecutiva il premio Knockout of the Night; tale risultato venne premiato con il riconoscimento Comeback of the Year ai Fighters Only World MMA Awards nel 2013.
In dicembre ottiene un'altra grandissima vittoria per KO contro la leggenda e numero 6 dei ranking UFC Josh Barnett con la stessa tecnica di gomitate dal clinch che utilizzò contro Gabriel Gonzaga, ottenendo nuovamente il premio Knockout of the Night.
Nell'aprile 2014 lotta per un posto come contendente al titolo contro il veterano della MMA e numero 2 dei ranking Fabrício Werdum, venendo sconfitto meritatamente in un incontro dove l'hawaiano andò a corto d'ossigeno già nei primi round.
In dicembre sconfigge Brendan Schaub per KO tecnico alla prima ripresa.
Nel maggio del 2015 affrontò Andrej Arloŭski all'evento UFC 187. Dopo pochi minuti dall'inizio dell'incontro Travis subì l'attacco inesorabile del bielorusso che lo colpì con poderosi colpi al volto; nonostante ciò Browne riuscì a riprendersi dallo stordimento ma dopo un paio di minuti Arloŭski ritornò all'attacco eseguendo uno straordinario scambio in piedi con Travis che, con un colpo di fortuna, mandò al tappeto il bielorusso. Browne non riuscì però a mantenerlo al tappeto e una volta in piedi Arloŭski continuò il suo feroce attacco che terminò con una vittoria per KO tecnico a suo favore. Il match ottenne il premio Fight of the Night, inoltre i due commentatori Joe Rogan e Mike Goldberg definirono l'incontro come uno dei più entusiasmanti della storia della UFC.
A gennaio del 2016 affrontò Matt Mitrione. Dopo due round molto equilibrati, Brown si impose nella terza ripresa dove atterrò con un potente slam il suo avversario e una volta al tappeto raggiunse la posizione montata; da qui mise a segno un feroce ground and pound che pose fine al match per KO tecnico.
Il 9 luglio affrontò l'ex due volte campione dei pesi massimi UFC Cain Velasquez, all'evento UFC 200. Browne perse l'incontro per KO tecnico a soli 3 secondi dalla fine del primo round.
A settembre del 2016 dovette affrontare l'ex campione dei pesi massimi UFC Fabrício Werdum, all'evento UFC 203. Durante uno scambio in piedi al primo round, Werdum ruppe il dito di Browne con un pugno, quest'ultimo richiamò l'attenzione dell'arbitro che non interruppe immediatamente l'incontro tanto che Werdum colpì al volto Travis mentre aveva la guardia bassa. Dopo che il medico si accertò delle condizioni dell'hawaiano, il match proseguì anche se sia il team del brasiliano e i due commentatori dell UFC affermarono che, secondo il regolamento, l'arbitro non può interrompere e poi far riproseguire il match dopo un infortunio e che quindi Werdum doveva essere decretato vincitore. Alla fine Travis venne sconfitto per decisione unanime. Prima della decretazione del vincitore però ci fu una situazione controversa, che vedeva proprio Werdum discutere pesantemente con il coach di Browne, il quale venne colpito dal brasiliano con un calcio. La situazione venne poi stabilizzata con l'intervento dello staff.
Nel 2017 non riesce a invertire la rotta e subisce altre due sconfitte, contro Derrick Lewis e Oleksij Olijnyk.

## Risultati nelle arti marziali miste
| Risultato | Record | Avversario        | Metodo                               | Evento                                                   | Data              | Round | Tempo | Città                       | Note                                                                          |
| --------- | ------ | ----------------- | ------------------------------------ | -------------------------------------------------------- | ----------------- | ----- | ----- | --------------------------- | ----------------------------------------------------------------------------- |
| Sconfitta | 18-7-1 | Oleksij Olijnyk   | Sottomissione (rear-naked choke)     | UFC 213: Romero vs. Whittaker                            | 8 luglio 2017     | 2     | 1:56  | Las Vegas, Stati Uniti      |                                                                               |
| Sconfitta | 18-6-1 | Derrick Lewis     | KO (pugni)                           | UFC Fight Night: Lewis vs. Browne                        | 19 febbraio 2017  | 2     | 3:12  | Halifax, Canada             | Fight of the Night                                                            |
| Sconfitta | 18-5-1 | Fabrício Werdum   | Decisione (unanime)                  | UFC 203: Miocic vs. Overeem                              | 10 settembre 2016 | 3     | 5:00  | Cleveland, Stati Uniti      |                                                                               |
| Sconfitta | 18-4-1 | Cain Velasquez    | KO Tecnico (pugni)                   | UFC 200: Tate vs. Nunes                                  | 9 luglio 2016     | 1     | 4:57  | Las Vegas, Stati Uniti      |                                                                               |
| Vittoria  | 18-3-1 | Matt Mitrione     | KO Tecnico (pugni)                   | UFC Fight Night: Dillashaw vs. Cruz                      | 17 gennaio 2016   | 3     | 4:09  | Boston, Stati Uniti         |                                                                               |
| Sconfitta | 17-3-1 | Andrej Arloŭski   | KO Tecnico (pugni)                   | UFC 187: Jones vs. Johnson                               | 23 maggio 2015    | 1     | 4:41  | Las Vegas, Stati Uniti      | Fight of the Night                                                            |
| Vittoria  | 17-2-1 | Brendan Schaub    | KO Tecnico (pugni)                   | UFC 181: Hendricks vs. Lawler II                         | 6 dicembre 2014   | 1     | 4:50  | Las Vegas, Stati Uniti      |                                                                               |
| Sconfitta | 16-2-1 | Fabrício Werdum   | Decisione (unanime)                  | UFC on Fox: Werdum vs. Browne                            | 19 aprile 2014    | 5     | 5:00  | Orlando, Stati Uniti        | Eliminatoria per il titolo dei pesi massimi UFC                               |
| Vittoria  | 16-1-1 | Josh Barnett      | KO (gomitate)                        | UFC 168: Weidman vs. Silva 2                             | 28 dicembre 2013  | 1     | 1:00  | Las Vegas, Stati Uniti      | KO of the Night                                                               |
| Vittoria  | 15-1-1 | Alistair Overeem  | KO (calcio frontale e pugni)         | UFC Fight Night: Shogun vs. Sonnen                       | 17 agosto 2013    | 1     | 4:08  | Boston, Stati Uniti         | KO of the Night                                                               |
| Vittoria  | 14-1-1 | Gabriel Gonzaga   | KO (gomitate)                        | The Ultimate Fighter 17 Finale: Faber vs. Jorgensen      | 13 aprile 2013    | 1     | 1:11  | Las Vegas, Stati Uniti      | KO of the Night                                                               |
| Sconfitta | 13-1-1 | Antônio Silva     | KO Tecnico (pugni)                   | UFC on FX: Browne vs. Bigfoot                            | 5 ottobre 2012    | 1     | 3:27  | Minneapolis, Stati Uniti    |                                                                               |
| Vittoria  | 13–0-1 | Chad Griggs       | Sottomissione (triangolo di braccio) | UFC 145: Jones vs. Evans                                 | 21 aprile 2012    | 1     | 2:29  | Atlanta, Stati Uniti        | Submission of the Night                                                       |
| Vittoria  | 12–0-1 | Rob Broughton     | Decisione (unanime)                  | UFC 135: Jones vs. Rampage                               | 24 settembre 2011 | 3     | 5:00  | Denver, Stati Uniti         |                                                                               |
| Vittoria  | 11–0-1 | Stefan Struve     | KO (superman punch)                  | UFC 130: Rampage vs. Hamill                              | 28 maggio 2011    | 1     | 4:11  | Las Vegas, Stati Uniti      | KO of the Night                                                               |
| Parità    | 10–0-1 | Cheick Kongo      | Parità                               | UFC 120: Bisping vs. Akiyama                             | 16 ottobre 2010   | 3     | 5:00  | Londra, Regno Unito         | A Kongo venne sottratto un punto per essersi aggrappato agli shorts di Browne |
| Vittoria  | 10–0   | James McSweeney   | KO Tecnico (pugni)                   | The Ultimate Fighter: Team Liddell vs. Team Ortiz Finale | 19 giugno 2010    | 1     | 4:32  | Las Vegas, Stati Uniti      | Debutto in UFC                                                                |
| Vittoria  | 9–0    | Aaron Brink       | KO Tecnico (colpi)                   | Gladiator Challenge: Vision Quest                        | 21 febbraio 2010  | 1     | 0:35  | San Jacinto, Stati Uniti    | Vince il titolo dei pesi massimi Gladiator Challenge                          |
| Vittoria  | 8–0    | Abe Wagner        | KO (pugni)                           | VFC 30: Night of Champions                               | 5 febbraio 2010   | 1     | 0:08  | Council Bluffs, Stati Uniti | Vince il titolo dei pesi massimi VFC                                          |
| Vittoria  | 7–0    | Brian Campbell    | KO (calcio alla testa)               | Gladiator Challenge: Never Quit                          | 8 novembre 2009   | 1     | 0:09  | San Jacinto, Stati Uniti    |                                                                               |
| Vittoria  | 6–0    | Matt Anderson     | KO Tecnico (pugni)                   | Gladiator Challenge: High Impact                         | 23 luglio 2009    | 2     | 0:49  | San Jacinto, Stati Uniti    |                                                                               |
| Vittoria  | 5–0    | Mychal Clark      | Decisione (unanime)                  | Bellator X                                               | 5 giugno 2009     | 3     | 5:00  | Ontario, Stati Uniti        | Debutto in Bellator                                                           |
| Vittoria  | 4–0    | Sergio Calderon   | KO Tecnico (pugni)                   | Gladiator Challenge: Venom                               | 23 aprile 2009    | 1     | 1:53  | Pauma Valley, Stati Uniti   |                                                                               |
| Vittoria  | 3–0    | Tom Lozano        | Sottomissione (armbar)               | Espartan Fighting 9                                      | 14 marzo 2009     | 1     | 0:55  | Puerto Escondido, Messico   |                                                                               |
| Vittoria  | 2–0    | Michael Westbrook | KO Tecnico (pugni)                   | King of the Cage: Immortal                               | 27 febbraio 2009  | 3     | 1:22  | San Bernardino, Stati Uniti |                                                                               |
| Vittoria  | 1–0    | Evan Langford     | KO Tecnico (pugni)                   | Cage of Fire 15                                          | 7 febbraio 2009   | 1     | 0:43  | Tijuana, Messico            |                                                                               |